# Habsburg–Lotaringiai Mária Terézia szász királyné
Mária Terézia (Jozefa Sarolta Johanna; Firenze, Toszkána, 1767. január 14. – Lipcse, Szászország, 1827. november 7.), osztrák főhercegnőként és toszkánai hercegnőként született, majd Szászország királynéja lett élete utolsó évében, 1827 májusától azon év novemberében bekövetkezett haláláig. I. Antal szász király második felesége volt. Házasságából négy gyermeke született, ám egy sem élte meg a felnőttkort.

## Életrajza

### Ifjúkora

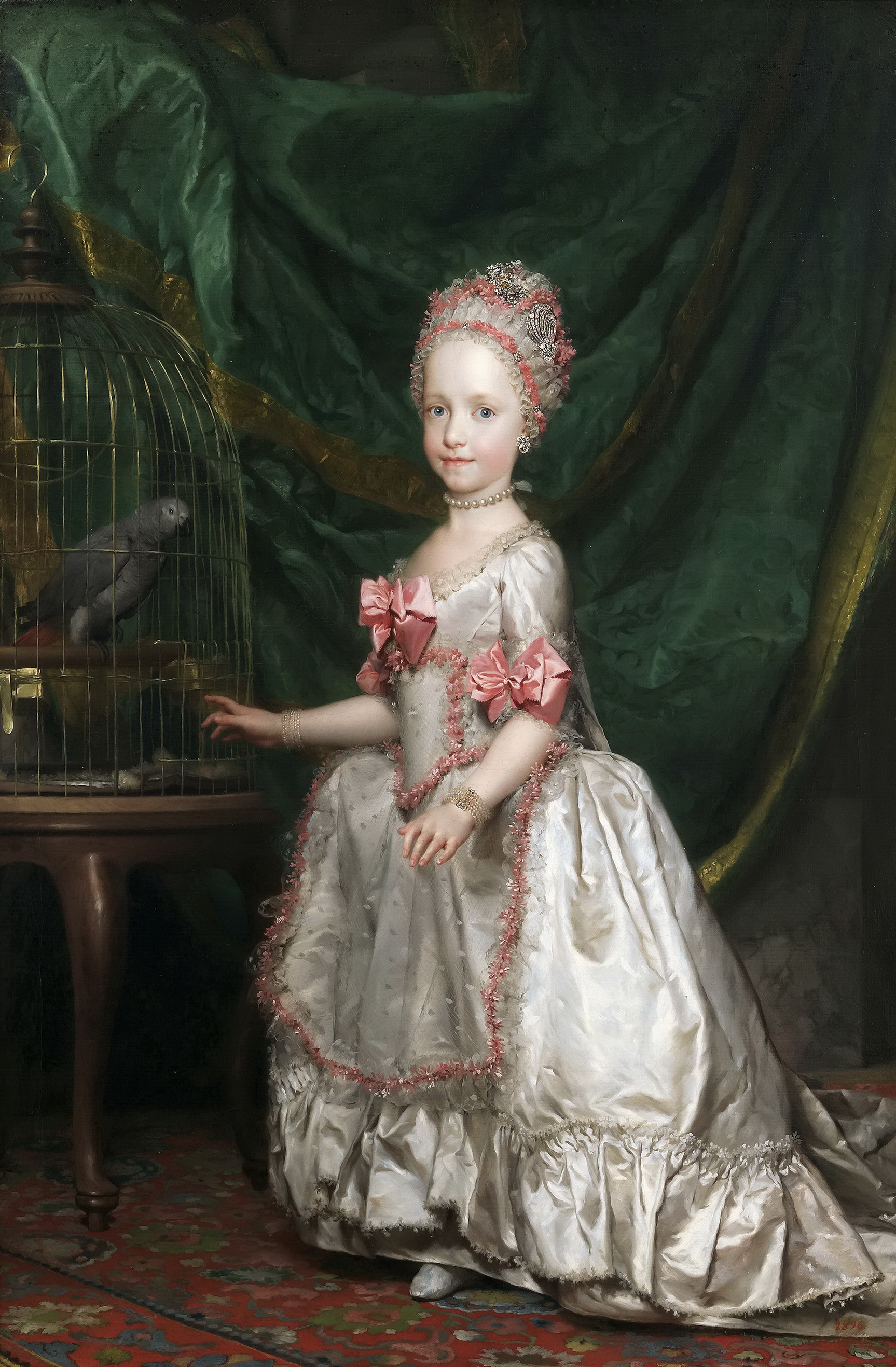
A ifjú Mária Terézia főhercegnő 1770-ben (Anton Raphael Mengs)

Mária Terézia 1767. január 14-én született Firenzében, a Toszkánai Nagyhercegség központjában. Ő volt I. Péter Lipót toszkánai nagyherceg (később német-római császár) és Spanyolországi Mária Ludovika legidősebb leánya. Édesanyja révén III. Károly spanyol király legidősebb unokája volt. A Habsburg–Lotaringiai-ház szokásának megfelelően mint legidősebb leánygyermek, nevét apai nagyanyjáról, Mária Terézia császárnéról kapta. Teljes születési neve Mária Terézia Jozefa Sarolta Johanna, németül: Maria Theresia Josepha Charlotte Johanna lett.
Tizenöt további testvére született, akik között ott volt a későbbi II. Ferenc német-római császár és József magyar nádor is. A főhercegnő és testvérei a kor szokásaival ellentétben egészen más neveltetésben részesültek: nevelők helyett szüleik maguk nevelték őket. Édesanyja révén gyakran vidéki és tengerparti kirándulásokra jártak, a formális udvari életet szinte teljes egészében mellőzték.

### Házassága

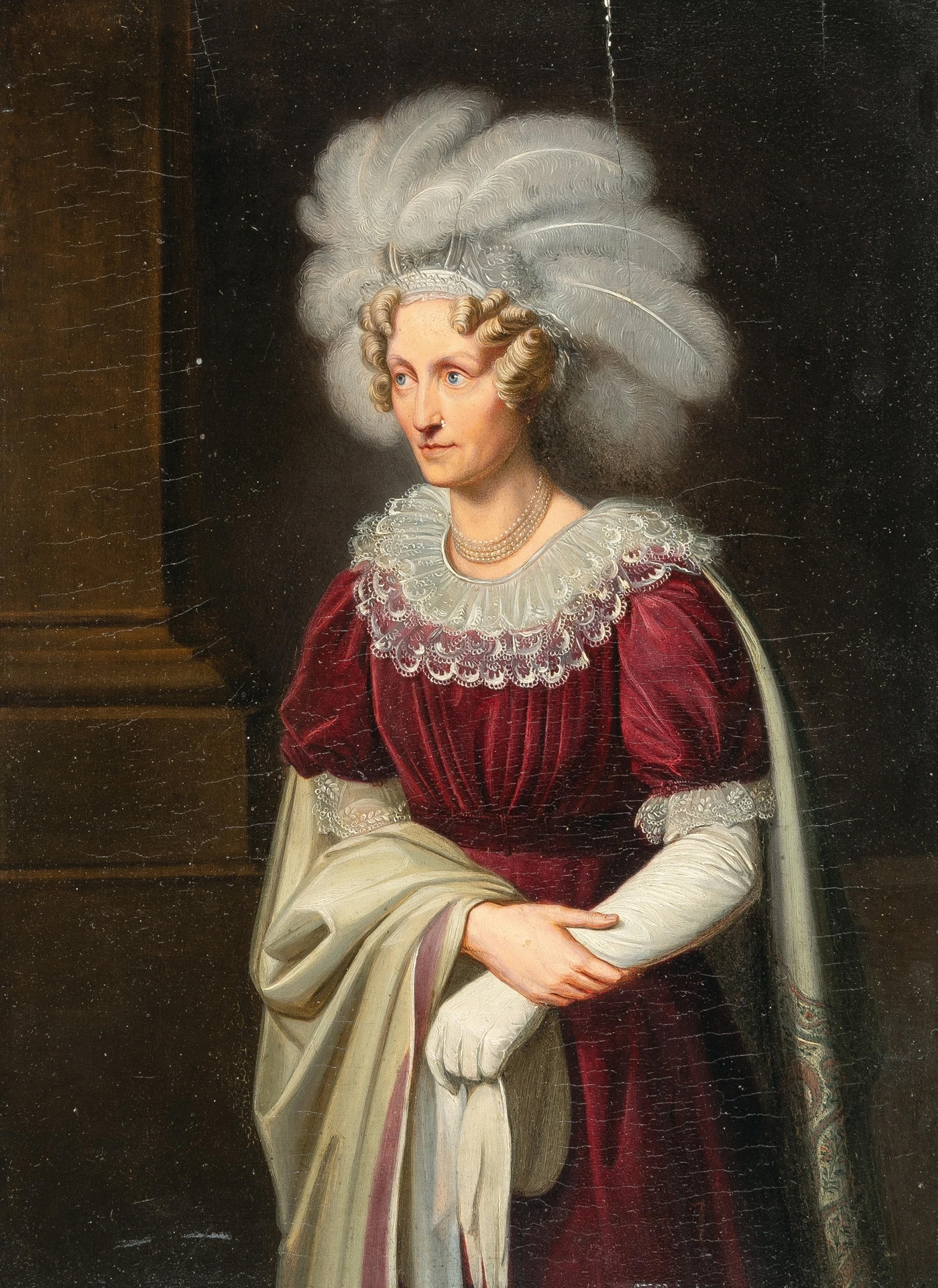
Mária Terézia királyné 1827-ben (Carl Christian Vogel)

Firenzében, 1787. szeptember 8-án Mária Terézia meghatalmazottak útján feleségül ment Antal szász herceghez. A herceg 1781-től volt gyermektelen fivére, III. Frigyes Ágost szász választófejedelem (1806-tól szász király) örököse. A pár később személyesen is összeházasodott Drezdában, 1787. október 18-án. Antal első felesége a Savoyai-házból származó Mária Karolina hercegnő volt, aki 1782-ben halt meg fekete himlő következtében. 1787. október 14-én Mária Terézia és Antal házasságának tiszteletére játszották volna Wolfgang Amadeus Mozart Don Giovanni c. operáját, ami azonban nem készült el prágai látogatásukra, így végül a Figaro házasságágát mutatták be. A választott darabot többen helytelennek találták az újdonsült házaspár számára, akik végül nem is maradtak az előadás végéig.
A házaspár visszavonultan élt Antal fivérének drezdai udvarában. Mária Teréziát egyszerű és házias személyiségnek írják le a kortársak, aki megkönnyebbülésként élte meg, hogy olyan házasságot kötött, amellyel nem volt valószínűsíthető, hogy valóban trónra kerül. A hercegnő 1791-ben segített megszervezni édesapjának – az addigra már császárrá választott II. Lipótnak – az osztrák, porosz és szász találkozót, amely végül a pillnitzi nyilatkozat megszületéséhez vezetett.
1806-ban Szászországból családjával együtt Prágába menekült a Bonaparte Napóleon ellen kirobbant háború elől, ahová végül 1813-ban térhettek csak vissza. 1819-ben segített közvetíteni unokahúga, Mária Karolina főhercegnő és Frigyes Ágost koronaherceg (1836-tól szász király) között. 1827 májusában Mária Terézia sógora, I. Frigyes Ágost király hetvenhatéves korában gyermektelenül elhunyt. A trónon Mária Terézia férje, Antal követte, a főhercegnőből Szászország második királynéja lett. A címet azonban nem viselhette sokáig, mivel 1827. november 7-én, hatvanéves korában, Lipcsében meghalt. A drezdai Szentháromság-székesegyház Wettin-kriptájában temették el, elhunyt gyermekei mellé.

## Gyermekei
Első gyermeke 1795-ben született, majd további három követte, ám egyik gyermek sem élte meg a kétéves kort. Később unokatestvére egyben sógornője, Parmai Karolina 1804-es halálát követően Mária Terézia és másik sógornője, Zweibrücken–Birkenfeldi Amália közösen vállalták Karolina gyermekeinek nevelését.
|    | Gyermeke                | Született         | Elhunyt           | Megjegyzés                                                 |
| -- | ----------------------- | ----------------- | ----------------- | ---------------------------------------------------------- |
| 1. | Mária Ludovika hercegnő | 1795. március 14. | 1796. április 25. | Egyéves korában elhunyt.                                   |
| 2. | Frigyes Ágost herceg    | 1796. április 5.  | 1796. április 5.  | Szülei egyetlen fiúgyermeke, aki születése napján meghalt. |
| 3. | Mária Johanna hercegnő  | 1798. április 5.  | 1799. október 30. | Szülei első gyermekéhez hasonlóan egyéves korában elhunyt. |
| 4. | Mária Terézia hercegnő  | 1799. október 15. | 1799. október 15. | Születése napján meghalt.                                  |